# Liste der ÖRK-Mitgliedskirchen in Afrika
Die Liste der ÖRK-Mitgliedskirchen in Afrika erfasst die Mitglieder des Ökumenischen Rats der Kirchen in Afrika; geordnet nach den Staaten, in denen sie ihren Hauptsitz haben.
| Hauptsitz (Staat)            | Kirche                                                                    | Kirchenfamilie                                | Mitgliederzahl | Mitglied seit |
| ---------------------------- | ------------------------------------------------------------------------- | --------------------------------------------- | -------------- | ------------- |
| Algerien                     | Evangelische Kirche von Algerien                                          | Reformierte Kirchen                           | 10.000         |               |
| Angola                       | Evangelische Baptistenkirche von Angola                                   | Baptistengemeinden                            | 90.000         | 2005          |
| Angola                       | Evangelisch-Kongregationalistische Kirche in Angola                       | Reformierte Kirchen                           | 950.000        | 1985          |
| Angola                       | Evangelische Pfingstkirchliche Mission von Angola                         | Pfingstkirchen                                | 75.000         | 1985          |
| Angola                       | Evangelisch-Reformierte Kirche von Angola                                 | Reformierte Kirchen                           | 200.000        | 1995          |
| Äquatorialguinea             | Reformierte Presbyterianische Kirche von Äquatorialguinea                 | Reformierte Kirchen                           | 8.230          | 1965          |
| Äthiopien                    | Äthiopische Evangelische Kirche Mekane Yesus                              | Lutherische Kirchen                           | 8.310.129      | 1979          |
| Äthiopien                    | Äthiopische Orthodoxe Kirche Tewahedo                                     | Orientalisch-orthodoxe Kirchen                | 60.000.000     | 1948          |
| Benin                        | Protestantisch-Methodistische Kirche von Benin                            | Methodistische Kirchen                        | 90.000         | 1972          |
| Burkina Faso                 | Bund der Evangelisch-Reformierten Kirchen in Burkina Faso                 | Reformierte Kirchen                           | 40.000         | 2005          |
| Burundi                      | Provinz der Anglikanischen Kirche von Burundi                             | Anglikanische Kirchen                         | 800.000        | 1961          |
| Demokratische Republik Kongo | Evangelisch-Lutherische Kirche im Kongo                                   | Lutherische Kirchen                           | 52.000         | 2003          |
| Demokratische Republik Kongo | Gemeinschaft baptistischer Kirchen in Zentralafrika                       | Baptistengemeinden                            | 500.000        | 2018          |
| Demokratische Republik Kongo | Kirche Christi – Licht des Heiligen Geistes                               | In Afrika entstandene Kirchen                 | 1.398.129      | 1973          |
| Demokratische Republik Kongo | Kirche Christi im Kongo – Anglikanische Gemeinschaft des Kongo            | Anglikanische Kirchen                         | 500.000        | 1961          |
| Demokratische Republik Kongo | Kirche Christi im Kongo – Baptistengemeinschaft im Kongo                  | Baptistengemeinden                            | 376.558        | 1985          |
| Demokratische Republik Kongo | Kirche Christi im Kongo – Bischöflich-Baptistische Gemeinschaft in Afrika | Baptistengemeinden                            | 67.325         | 1973          |
| Demokratische Republik Kongo | Kirche Christi im Kongo – Evangelische Gemeinschaft im Kongo              | Reformierte Kirchen                           | 83.746         | 1961          |
| Demokratische Republik Kongo | Kirche Christi im Kongo – Gemeinschaft der Jünger Christi im Kongo        | Jünger Christi / Kirchen Christi              | 650.000        | 1965          |
| Demokratische Republik Kongo | Kirche Christi im Kongo – Mennonitengemeinschaft im Kongo                 | Brüder-Unität und historische Friedenskirchen | 86.600         | 1973          |
| Demokratische Republik Kongo | Kirche Christi im Kongo – Presbyterianische Gemeinschaft im Kongo         | Reformierte Kirchen                           | 2.500.000      | 1972          |
| Demokratische Republik Kongo | Kirche Christi im Kongo – Presbyterianische Gemeinschaft von Kinshasa     | Reformierte Kirchen                           | 67.436         | 1996          |
| Demokratische Republik Kongo | Kirche Jesu Christi auf Erden durch seinen Boten Simon Kimbangu           | In Afrika entstandene Kirchen                 | 1.700.000      | 1969          |
| Elfenbeinküste               | Harristen-Kirche                                                          | In Afrika entstandene Kirchen                 | 197.515        | 1998          |
| Elfenbeinküste               | Protestantisch-Methodistische Kirche der Elfenbeinküste                   | Methodistische Kirchen                        | 1.018.402      | 1987          |
| Eritrea                      | Eritreisch-Orthodoxe Tewahedo-Kirche                                      | Orientalisch-orthodoxe Kirchen                | 2.000.000      | 2003          |
| Gabun                        | Evangelische Kirche von Gabun                                             | Reformierte Kirchen                           | 20.500         | 1961          |
| Ghana                        | Evangelisch-Lutherische Kirche von Ghana                                  | Lutherische Kirchen                           | 26.000         | 2001          |
| Ghana                        | Evangelisch-Presbyterianische Kirche, Ghana                               | Reformierte Kirchen                           | 200.000        | 1963          |
| Ghana                        | Kirche der Provinz Westafrika                                             | Anglikanische Kirchen                         | 300.000        | 1953          |
| Ghana                        | Methodistische Kirche, Ghana                                              | Methodistische Kirchen                        | 800.000        | 1960          |
| Ghana                        | Presbyterianische Kirche von Ghana                                        | Reformierte Kirchen                           | 947.015        | 1952          |
| Kamerun                      | Afrikanische Protestantische Kirche                                       | Reformierte Kirchen                           | 10.000         | 1968          |
| Kamerun                      | Einheimische Baptistenkirche von Kamerun                                  | Baptistengemeinden                            | 55.000         | 1995          |
| Kamerun                      | Evangelische Kirche von Kamerun                                           | Reformierte Kirchen                           | 2.000.000      | 1958          |
| Kamerun                      | Kamerunische Presbyterianische Kirche                                     | Reformierte Kirchen                           | 1.800.000      | 1963          |
| Kamerun                      | Presbyterianische Kirche in Kamerun                                       | Reformierte Kirchen                           | 2.000.000      | 1961          |
| Kamerun                      | Union der Baptistengemeinden von Kamerun                                  | Baptistengemeinden                            | 75.000         | 1961          |
| Kenia                        | Afrikanische Bruderschafts-Kirche                                         | In Afrika entstandene Kirchen                 | 159.193        | 2018          |
| Kenia                        | Afrikanische Christliche Kirche und Schulen                               | In Afrika entstandene Kirchen                 | 200.000        | 1975          |
| Kenia                        | Afrikanische Israel-Kirche Ninive                                         | In Afrika entstandene Kirchen                 | 500.000        | 1975          |
| Kenia                        | Afrikanische Kirche des Heiligen Geistes                                  | In Afrika entstandene Kirchen                 | 700.000        | 1975          |
| Kenia                        | Anglikanische Kirche von Kenia                                            | Anglikanische Kirchen                         | 5.000.000      | 1948          |
| Kenia                        | Kenianische Evangelisch-Lutherische Kirche                                | Lutherische Kirchen                           | 30.000         | 1995          |
| Kenia                        | Methodistische Kirche in Kenia                                            | Methodistische Kirchen                        | 450.000        | 1968          |
| Kenia                        | Presbyterianische Kirche von Ostafrika                                    | Reformierte Kirchen                           | 4.000.000      | 1957          |
| Republik Kongo               | Evangelische Kirche des Kongo                                             | Reformierte Kirchen                           | 150.000        | 1963          |
| Lesotho                      | Evangelische Kirche in Lesotho                                            | Reformierte Kirchen                           | 340.500        | 1965          |
| Liberia                      | Apostolische Pfingstgemeinde                                              | Pfingstkirchen                                |                | 2025          |
| Liberia                      | Lutherische Kirche in Liberia                                             | Lutherische Kirchen                           | 71.196         | 1968          |
| Liberia                      | Presbyterianische Kirche von Liberia                                      | Reformierte Kirchen                           | 1.083          | 1969          |
| Madagaskar                   | Kirche der Provinz des Indischen Ozeans                                   | Anglikanische Kirchen                         | 505.000        | 1975          |
| Madagaskar                   | Kirche Jesu Christi in Madagaskar                                         | Vereinigte und sich vereinigende Kirchen      | 3.500.000      | 1969          |
| Madagaskar                   | Madagassische Lutherische Kirche                                          | Lutherische Kirchen                           | 3.000.000      | 1966          |
| Malawi                       | Kirche der Zentralafrikanischen Provinz                                   | Anglikanische Kirchen                         | 900.000        | 1956          |
| Malawi                       | Presbyterianische Kirche von Zentralafrika                                | Reformierte Kirchen                           |                | 2025          |
| Malawi                       | Presbyterianische Kirche von Zentralafrika, Blantyre Synode               | Reformierte Kirchen                           | 1.800.000      | 2016          |
| Mosambik                     | Presbyterianische Kirche von Mosambik                                     | Reformierte Kirchen                           | 24.000         | 1981          |
| Namibia                      | Evangelisch-Lutherische Kirche in der Republik Namibia                    | Lutherische Kirchen                           | 350.000        | 1992          |
| Namibia                      | Evangelisch-Lutherische Kirche in Namibia                                 | Lutherische Kirchen                           | 609.093        | 2001          |
| Nigeria                      | Afrikanische Kirche                                                       | In Afrika entstandene Kirchen                 | 1.080.000      | 2005          |
| Nigeria                      | Erste Afrikanische Kirchenmission                                         | In Afrika entstandene Kirchen                 | 1.000.000      | 2022          |
| Nigeria                      | Kirche der Brüder in Nigeria                                              | Brüder-Unität und historische Friedenskirchen | 160.000        | 1985          |
| Nigeria                      | Kirche des Herrn (Gebetsgemeinschaft) in aller Welt                       | In Afrika entstandene Kirchen                 | 8.800.000      | 1975          |
| Nigeria                      | Kirche von Nigeria (Anglikanische Kirchengemeinschaft)                    | Anglikanische Kirchen                         | 1.750.000      | 1980          |
| Nigeria                      | Lutherische Kirche Christi                                                | Lutherische Kirchen                           |                | 2025          |
| Nigeria                      | Methodistische Kirche, Nigeria                                            | Methodistische Kirchen                        | 2.000.000      | 1963          |
| Nigeria                      | Nigerianischer Baptistenkonvent                                           | Baptistengemeinden                            | 3.000.000      | 1971          |
| Nigeria                      | Presbyterianische Kirche von Nigeria                                      | Reformierte Kirchen                           | 3.806.690      | 1961          |
| Nigeria                      | Reformierte Kirche Christi für die Nationen                               | Reformierte Kirchen                           | 250.000        | 1998          |
| Ruanda                       | Presbyterianische Kirche von Ruanda                                       | Reformierte Kirchen                           | 300.000        | 1981          |
| Ruanda                       | Provinz der Bischöflichen Kirche in Ruanda                                | Anglikanische Kirchen                         | 1.000.000      | 1961          |
| Ruanda                       | Vereinigung der baptistischen Kirchen in Ruanda                           | Baptistengemeinden                            | 257.613        | 2001          |
| Sambia                       | Reformierte Kirche in Sambia                                              | Reformierte Kirchen                           | 250.000        | 1991          |
| Sambia                       | Vereinigte Kirche von Sambia                                              | Vereinigte und sich vereinigende Kirchen      | 3.000.000      | 1966          |
| Sierra Leone                 | Methodistische Kirche Sierra Leone                                        | Methodistische Kirchen                        | 50.000         | 1967          |
| Simbabwe                     | Evangelisch-Lutherische Kirche in Simbabwe                                | Lutherische Kirchen                           | 134.000        | 1990          |
| Simbabwe                     | Methodistische Kirche in Simbabwe                                         | Methodistische Kirchen                        | 112.529        | 1985          |
| Simbabwe                     | Reformierte Kirche in Simbabwe                                            | Reformierte Kirchen                           | 100.000        | 1990          |
| Simbabwe                     | Vereinigte Kirche Christi in Simbabwe                                     | Reformierte Kirchen                           | 30.000         | 1998          |
| Südafrika                    | Anglikanische Kirche des südlichen Afrika                                 | Anglikanische Kirchen                         | 2.300.000      | 1948          |
| Südafrika                    | Apostolische Glaubensmission von Südafrika                                | Pfingstkirchen                                | 1.300.000      | 2022          |
| Südafrika                    | Brüder-Unität in Südafrika                                                | Brüder-Unität und historische Friedenskirchen | 80.000         | 1961          |
| Südafrika                    | Evangelisch-Lutherische Kirche im südlichen Afrika                        | Lutherische Kirchen                           | 589.502        | 1976          |
| Südafrika                    | Evangelisch-Presbyterianische Kirche in Südafrika                         | Reformierte Kirchen                           | 48.000         | 1983          |
| Südafrika                    | Holländische Reformierte Kirche                                           | Reformierte Kirchen                           | 1.074.765      | 2016          |
| Südafrika                    | Methodistische Kirche des südlichen Afrika                                | Methodistische Kirchen                        | 1.700.000      | 1948          |
| Südafrika                    | Presbyterianische Kirche von Afrika                                       | Reformierte Kirchen                           | 3.381.000      | 1981          |
| Südafrika                    | Presbyterianische Unionskirche im südlichen Afrika                        | Vereinigte und sich vereinigende Kirchen      | 500.000        | 1948          |
| Südafrika                    | Rat der in Afrika entstandenen Kirchen                                    | In Afrika entstandene Kirchen                 | 3.000.000      | 1998          |
| Südafrika                    | Reformierte Unionskirche im südlichen Afrika                              | Vereinigte und sich vereinigende Kirchen      | 496.744        | 1991          |
| Südafrika                    | Vereinigte Kongregationalistische Kirche des südlichen Afrika             | Vereinigte und sich vereinigende Kirchen      | 450.000        | 1968          |
| Südsudan                     | Afrikanische Inlandskirche – Sudan                                        | Evangelikale Bewegung                         | 123.000        | 2001          |
| Südsudan                     | Bischöfliche Kirche des Sudan                                             | Anglikanische Kirchen                         | 4.500.000      | 1977          |
| Südsudan                     | Presbyterianische Kirche des Sudan                                        | Reformierte Kirchen                           | 1.000.000      | 1965          |
| Tansania                     | Anglikanische Kirche von Tansania                                         | Anglikanische Kirchen                         | 2.000.000      | 1948          |
| Tansania                     | Evangelisch-Lutherische Kirche in Tansania                                | Lutherische Kirchen                           | 3.000.000      | 1967          |
| Tansania                     | Evangelische Brüder-Unität in Tansania                                    | Brüder-Unität und historische Friedenskirchen | 500.000        | 1982          |
| Togo                         | Methodistische Kirche von Togo                                            | Methodistische Kirchen                        | 45.000         | 1996          |
| Togo                         | Evangelisch-Presbyterianische Kirche von Togo                             | Reformierte Kirchen                           | 180.000        | 1960          |
| Uganda                       | Kirche von Uganda                                                         | Anglikanische Kirchen                         | 8.100.000      | 1961          |